# Bäckerkapelle Wolfsberg

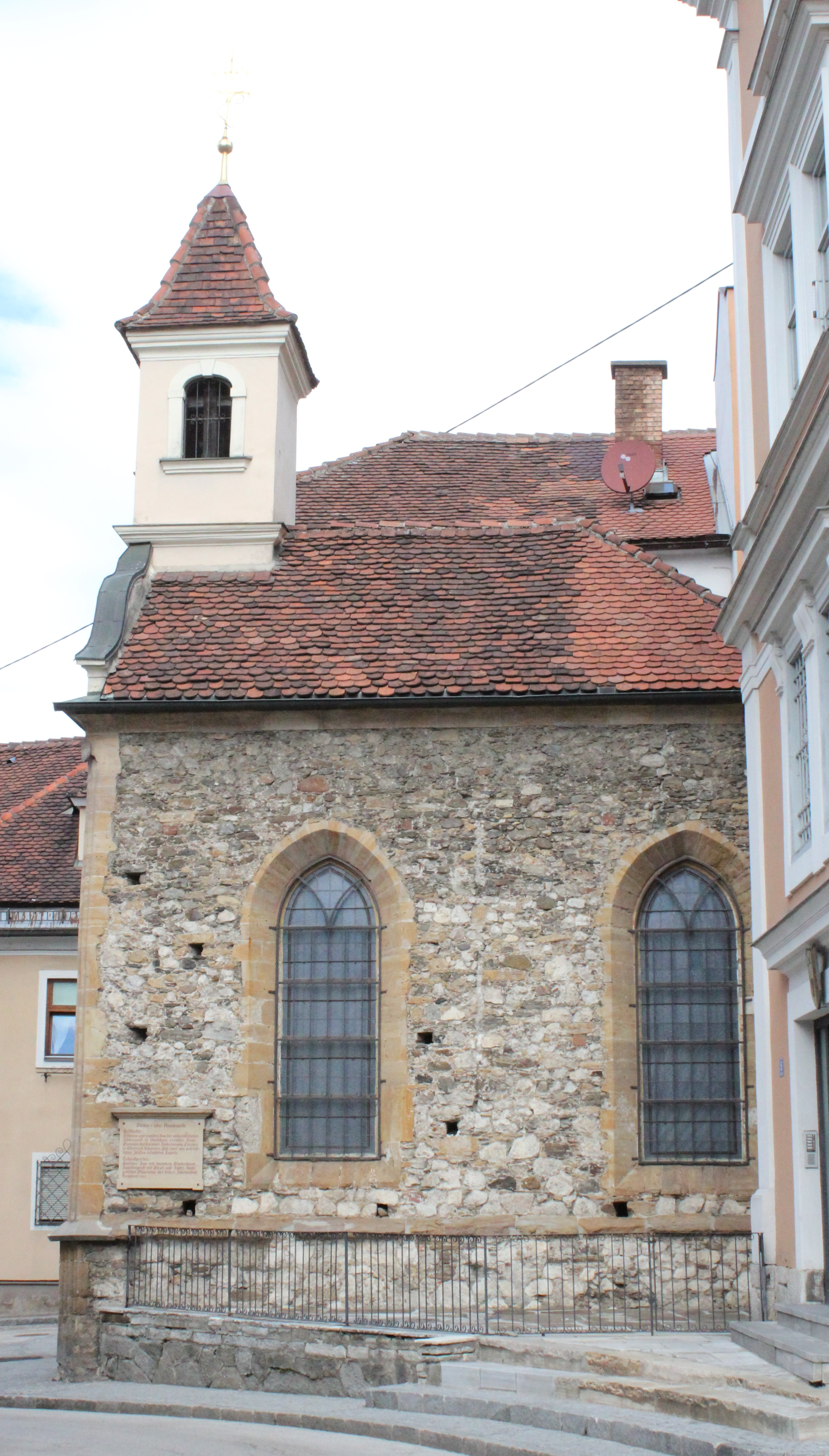

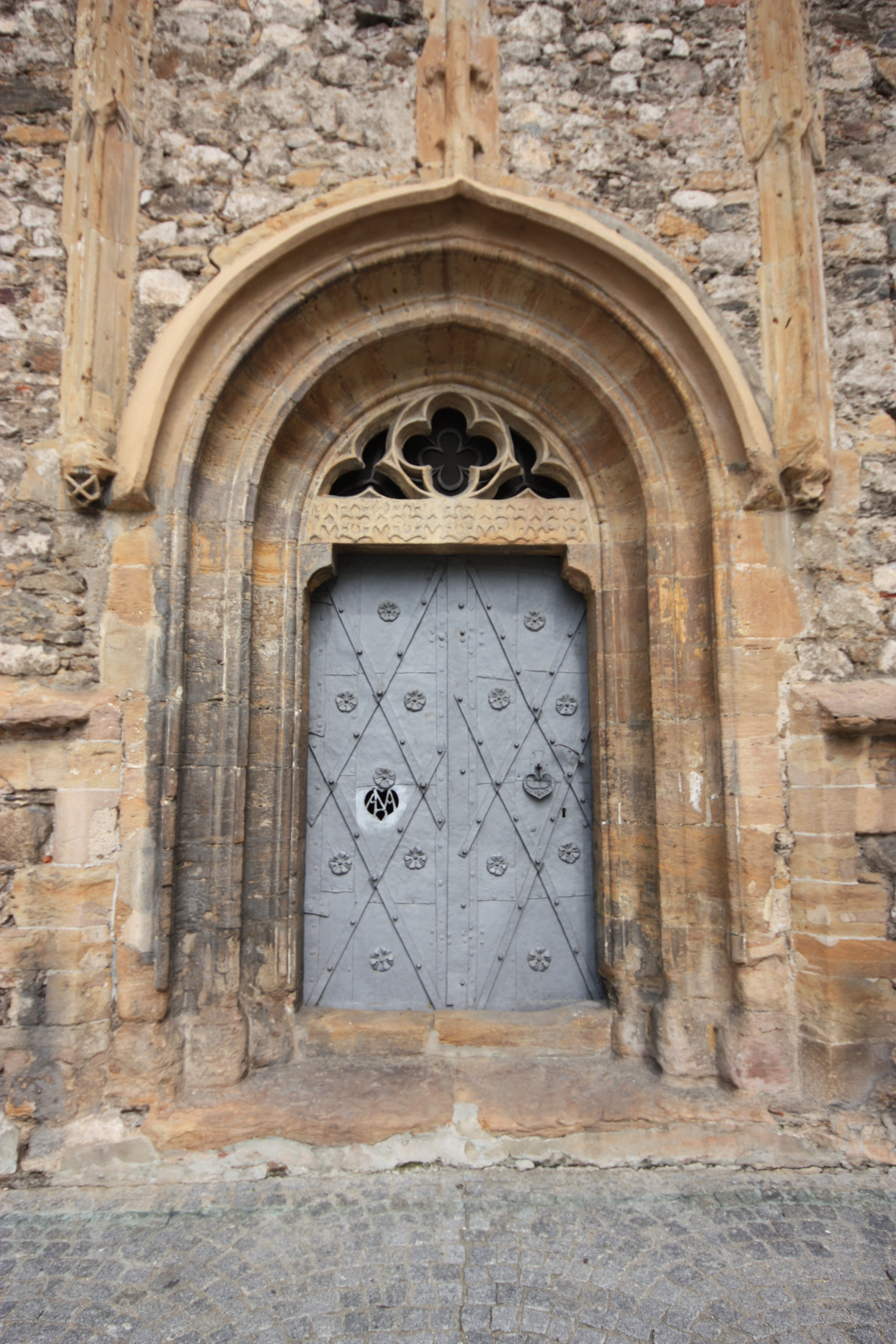

Die Bäckerkapelle liegt nordöstlich der Pfarrkirche in Wolfsberg. Sie ist der heiligen Anna geweiht. Erstmals Erwähnung findet der der Bäckerinnung gehörende Sakralbau 1497.

## Baubeschreibung
Dem kleinen gotischen Bau aus der ersten Hälfte des 15. Jahrhunderts wurden im 18. Jahrhundert ein barock geschwungener Fassadengiebel und ein barocker Giebelreiter hinzugefügt. Man betritt die Kirche durch ein gotisch profiliertes Westportal mit Fialen und einer eisenbeschlagenen gotischen Tür.
Im Inneren erhebt sich ein zweijochiges Netzrippengewölbe mit abgefasten Gurtbögen auf Runddiensten. An der Nordwand befinden sich spitzbogige Nischen, an der Südwand zwei Maßwerkfenster. Die Kapellengruft ist von einem mit Brezel, Strutz und Kipferl verzierten Reliefstein verschlossen.
Das Grundstück der Kapelle ist 73 m² groß (einschließlich ca. 7 m² Eingangsvorplatz). Der Kapellenbau liegt zwischen den Häusern Markusplatz 5 und Markusplatz 6, er hat keine eigene Hausnummer. Seine Apsis ist von außen nicht zugänglich, sie ist von der Rückseite der Häuser Johann-Offner-Straße 2 und 4 umgeben, welche auch die genannten Eingänge zum Markusplatz haben. Als Lagebezeichnung wird daher, z. B. in Angelegenheiten des Denkmalschutzes, auch die Nummer des Grundstückes der Kapelle (.68) verwendet. Eigentümer der Kapelle ist keine kirchliche Institution, auch die mit Kirchen öfter verbundenen kirchlichen Rechtspersonen wie Fabrikgut oder Pfründe existieren nicht. Im Grundbuch ist seit 1880 unter „Eigentümer“ der Vermerk „ANNA KAPELLE Bäcker Innung in Wolfsberg“ eingetragen. Diese Innung ist Teil der Innung der Lebensmittelgewerbe in Kärnten und gehört zur Organisation der Wirtschaftskammer Kärnten, Sparte Gewerbe und Handwerk.

## Flügelaltar
Der spätgotische, um 1500 errichtete Flügelaltar wurde um 1600 am Gesprenge erneuert. Der Schrein birgt eine Schnitzfigur einer Madonna mit Kind, die noch im 15. Jahrhundert in der Ulmer Erhardwerkstätte gefertigt wurde. Die gemalten Figuren der feststehenden Flügel geben die Heiligen Barbara, Dorothea, Katharina und Margaretha wieder. Die Relieffiguren an der Innenseite der Flügel stellen die Heiligen Georg, Florian, Wolfgang und Hieronymus dar, die bemalten Außentafeln zeigen die Verkündigung Mariens, Christi Geburt, die Anbetung der Könige und den Tod Mariens. An der Predella sind Christus und die 12 Apostel gemalt. Den Rankenaufsatz aus dem 17. Jahrhundert bildet die Figurengruppe mit dem Unterricht Mariens.

## Literatur

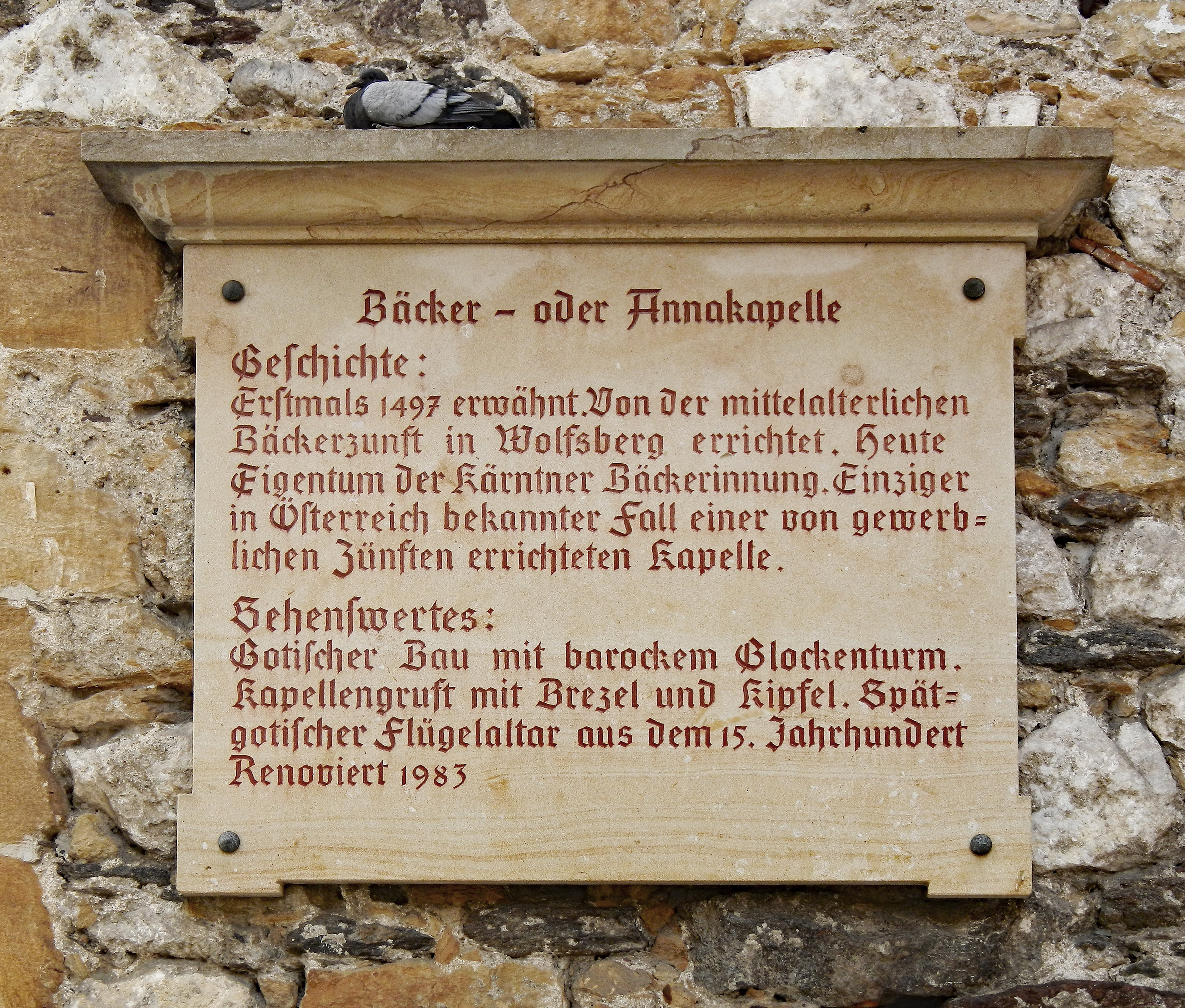
Schild an der Ostseite der Kapelle